# Breynia retusa
Breynia retusa là một loài thực vật có hoa trong họ Diệp hạ châu. Loài này được (Dennst.) Alston mô tả khoa học đầu tiên năm 1929 và là loài đặc hữu của Malaysia.

## Hình ảnh

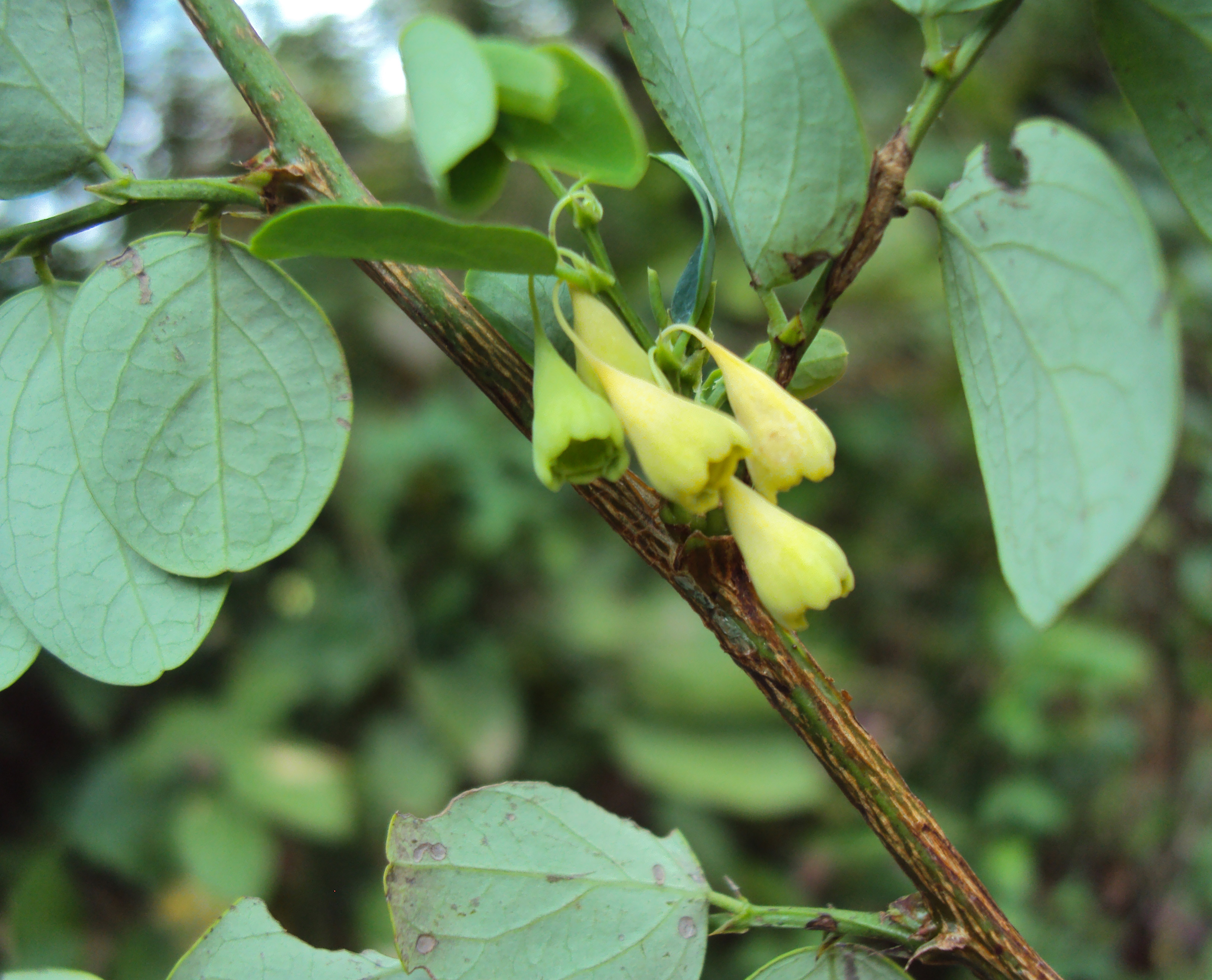
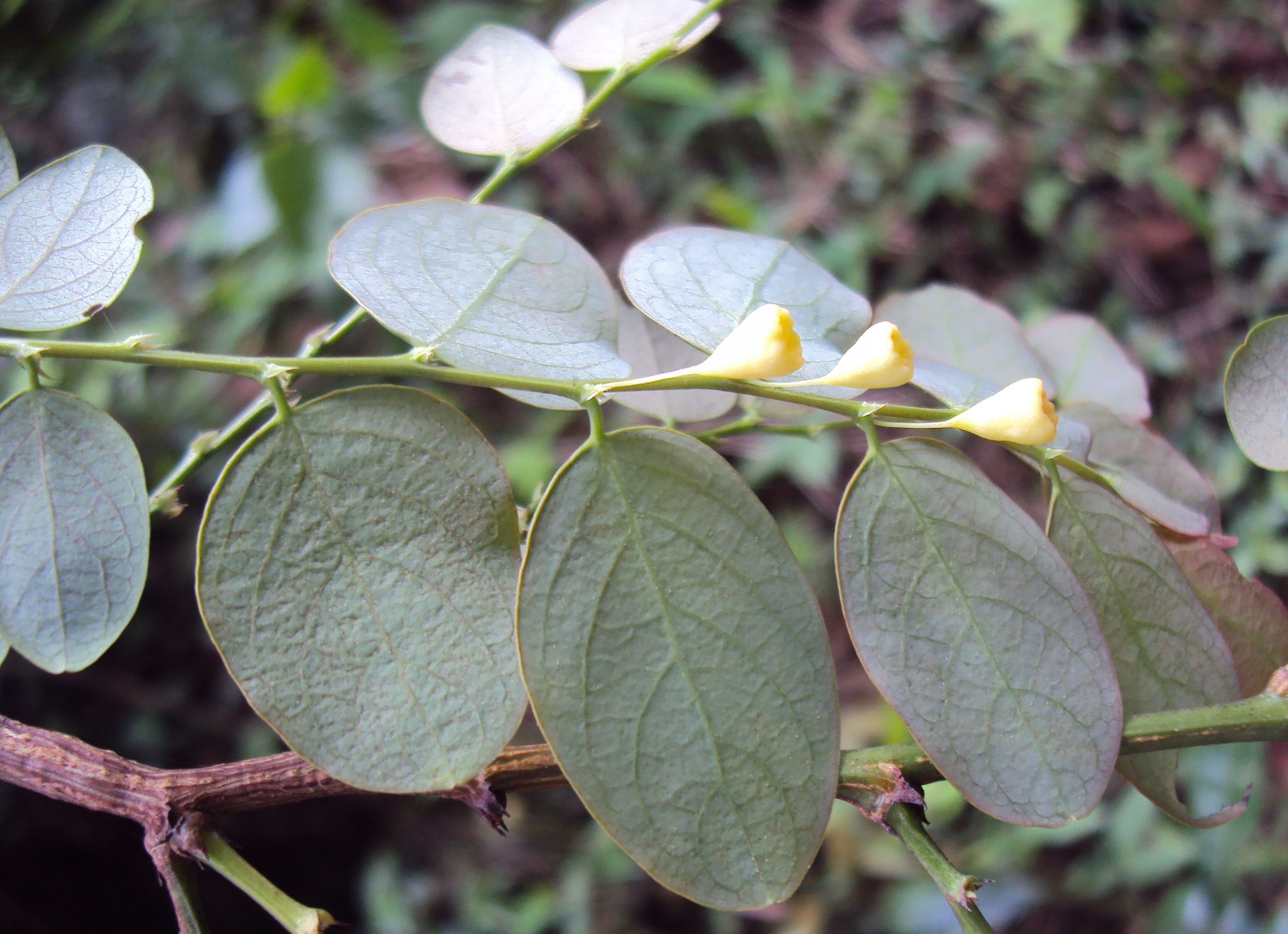
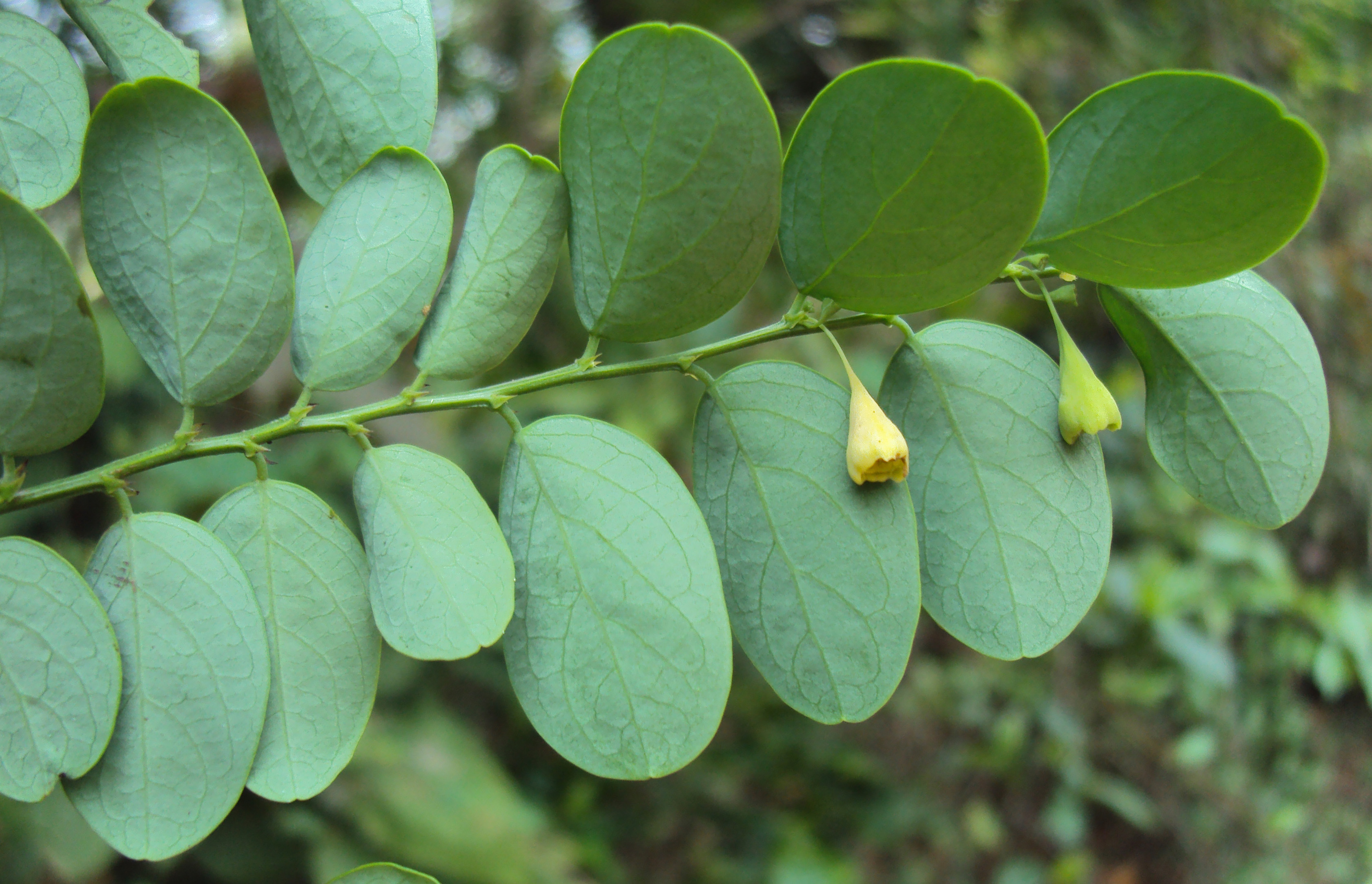
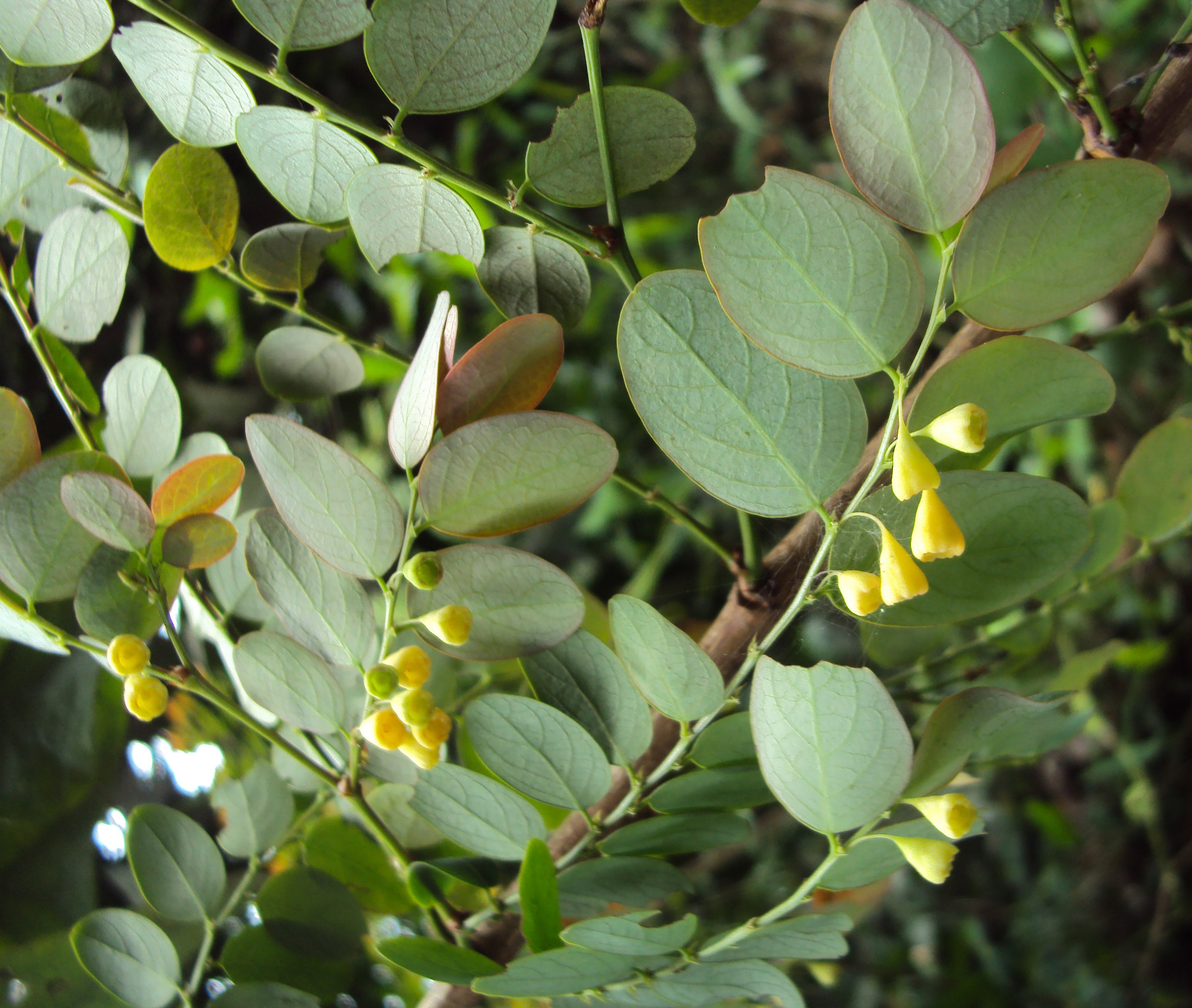